# Dobrá Voda (Markovka)
Dobrá Voda je osada sdílená dvěma obcemi: Kožichovicemi a místní částí Pozďátky obce Slaviček. Leží v údolí potoka Markovky, pravostranného přítoku Jihlavy. V 19. století zde bývaly sirnato-železité lázně.
Dobrá Voda se rozkládá v nadmořské výšce 415–435 m n. m. Území po levé straně Markovky náleží od roku 1885 Kožichovicím (5 čísel popisných), území na pravé straně Markovky pak Pozďátkám (4 čísla popisná). Z Kožichovic vedou do Dobré Vody dvě cesty: horní – polní cestou, a dolní – podél Markovky. Od Pozďátek klesá do Dobré Vody silnice III/35119.
V roce 1976 byl objekt bývalých lázní adaptován na základnu pionýra („politickovýchovné středisko OV SSM“), pak v roce 2002 objekt převzal Junák – svaz skautů a skautek ČR; jde o budovu čp. 59. Naproti ní je kaplička s pietou.
O účincích místní vody psal v roce 1765 Jan Křtitel Michael Sagar ve spise Kurzer Bericht von dem Pozdiateker Gesundbrunnen, unweit der Stadt Trebitsch in Mähren (Krátká zpráva o pozďátecké léčivé vodě nedaleko Třebíče na Moravě).
Několikaletou závažnou ekologickou zátěží blízkého okolí je skládka Pozďátky.

Pohledy z Dobré Vody
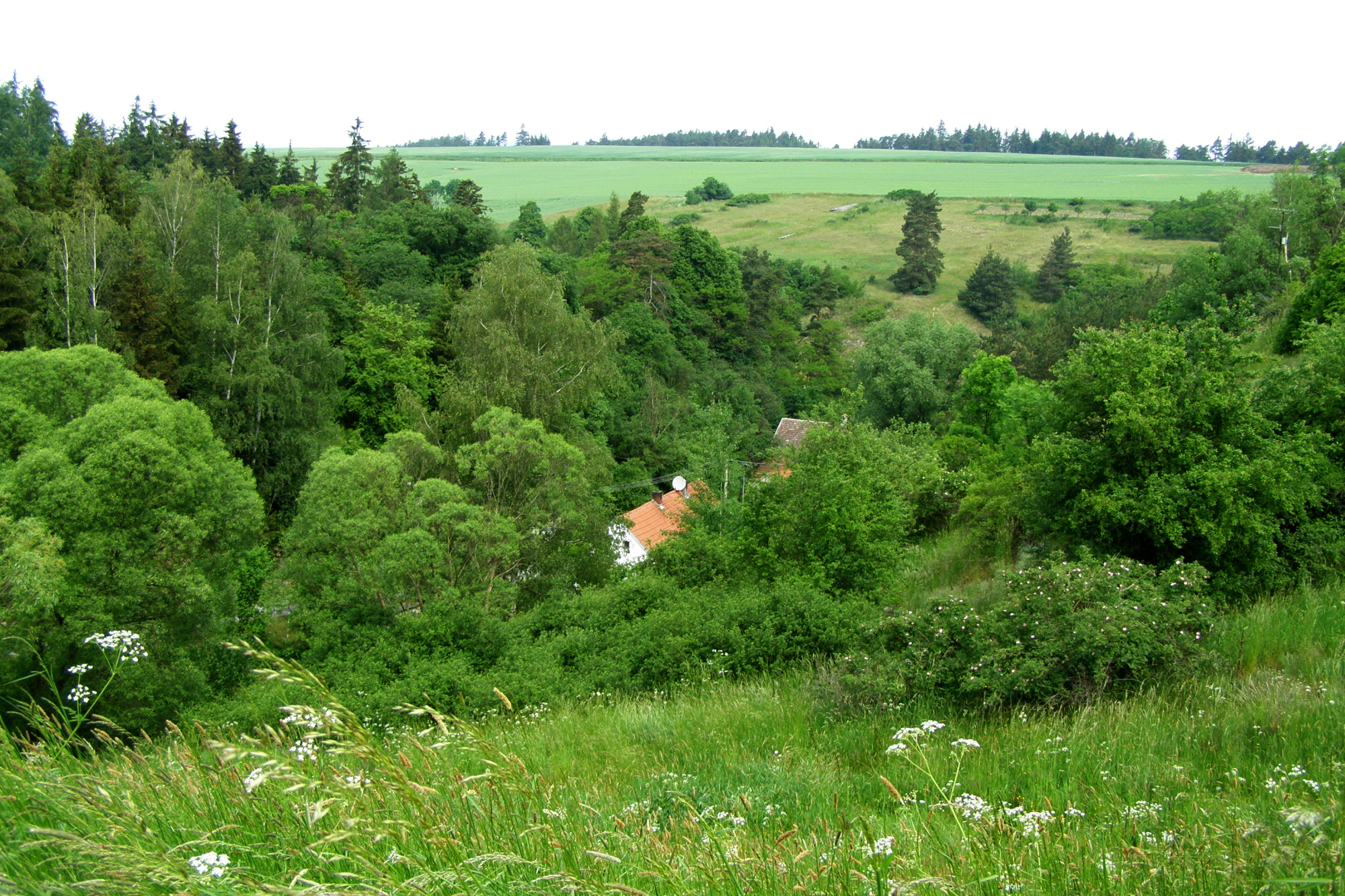
Údolí Markovky
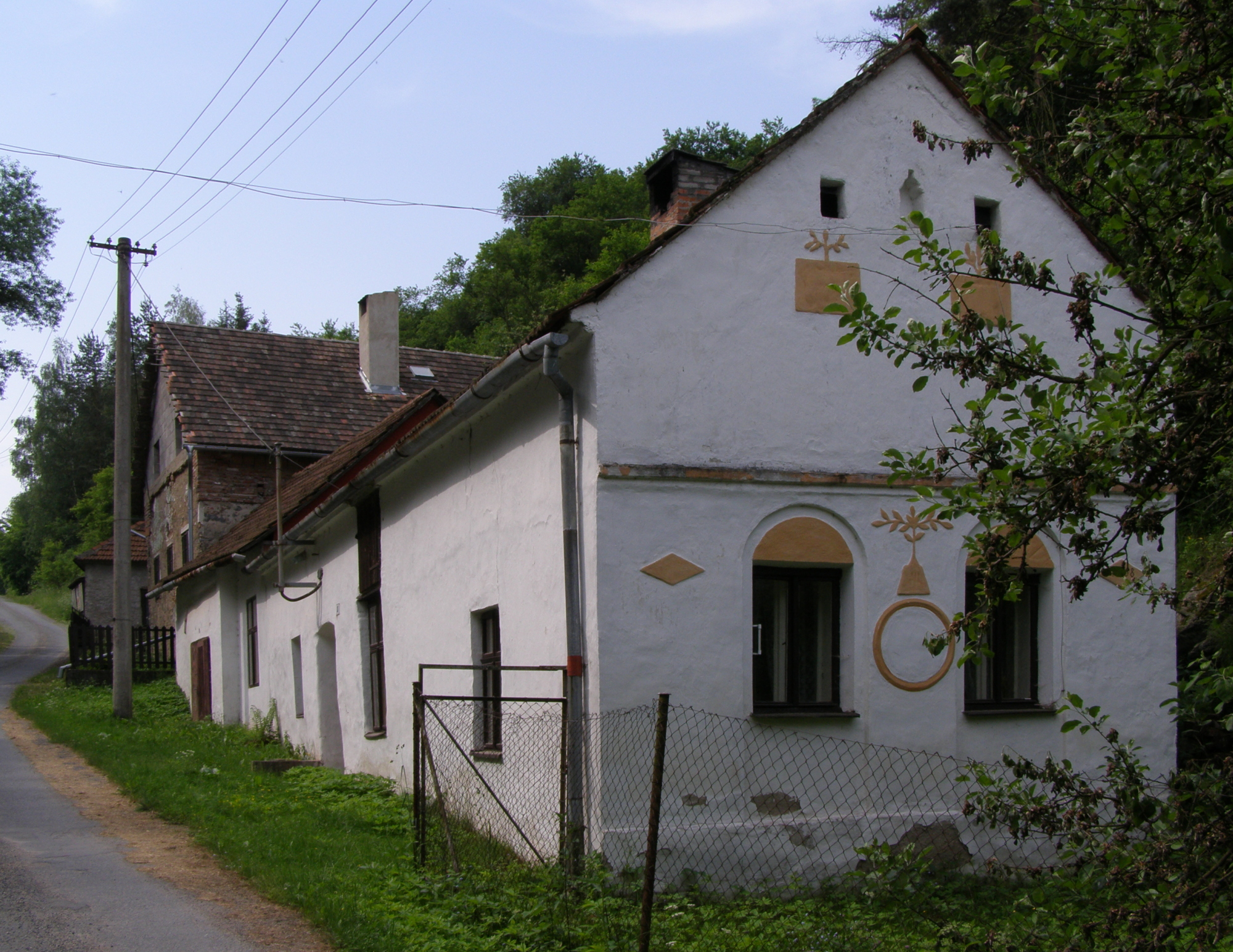
Jeden ze starých domů
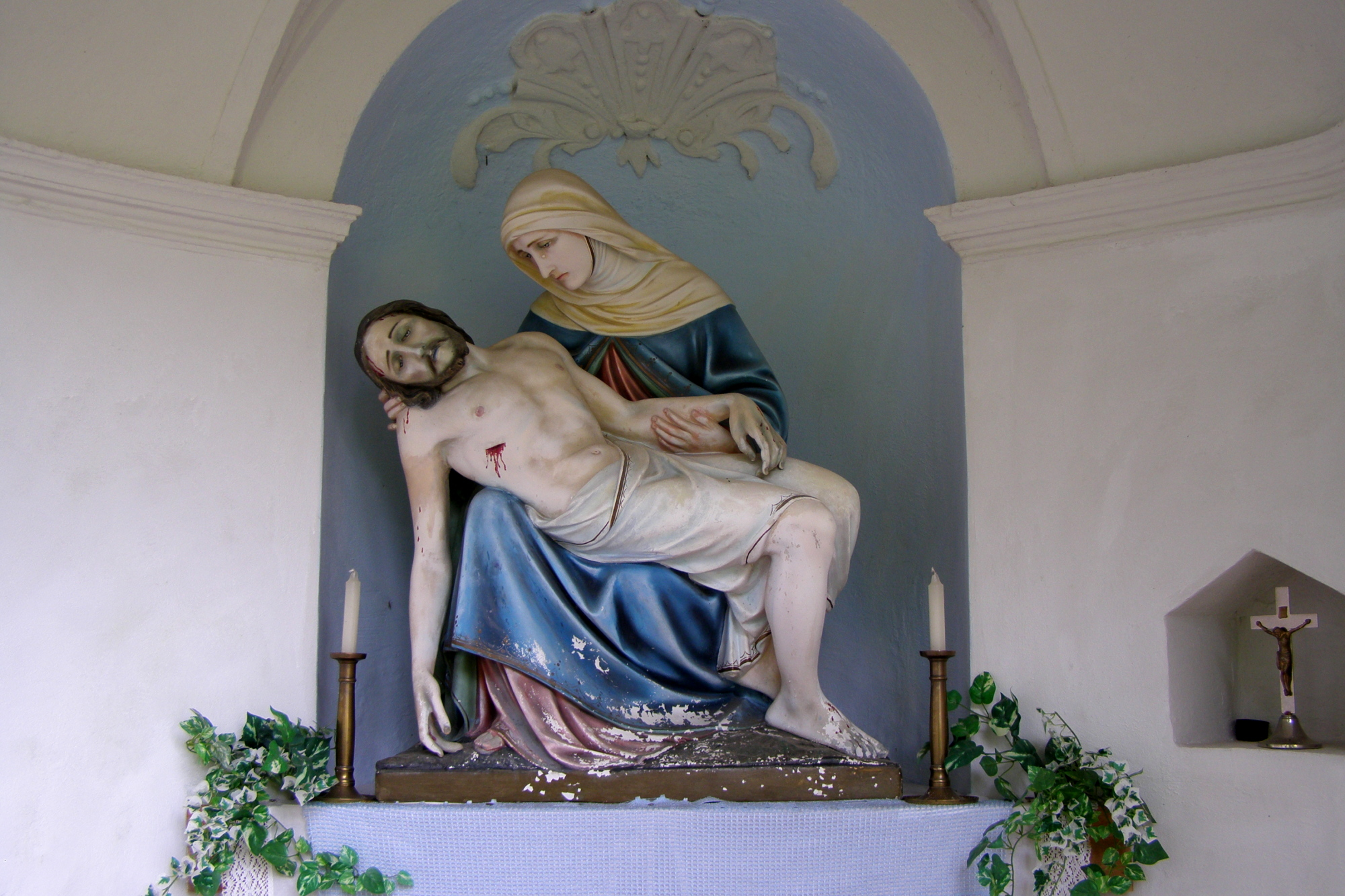
Pieta v kapličce